# Myristica depressa
Espèce
Statut de conservation UICN

 NT  : Quasi menacé
Myristica depressa est une espèce de plantes du genre Myristica de la famille des Myristicaceae.